# Parsabad
Parsabad (farsi پارس اباد) è una città della provincia di Ardabil, in Iran, al confine con l'Azerbaigian. È il capoluogo dello shahrestān di Parsabad.